# 中集来福士
烟台中集来福士海洋工程有限公司（简称：中集来福士）是一家位于中国山东省烟台市芝罘区的造船厂，船厂始于1977年成立的烟台造船厂，后经多次重组于2013起成为中集集团旗下子公司。

## 泰山起重机
“泰山吊”是当今世界起重能力最大的桥式起重机，最大起升重量超过2万吨。由大连华锐重工设计制造，2008年4月正式建成投入运营。

## 外部連結
- 官方网站

37°35′48″N 121°23′39″E / 37.59667°N 121.39417°E